# Henri Carot

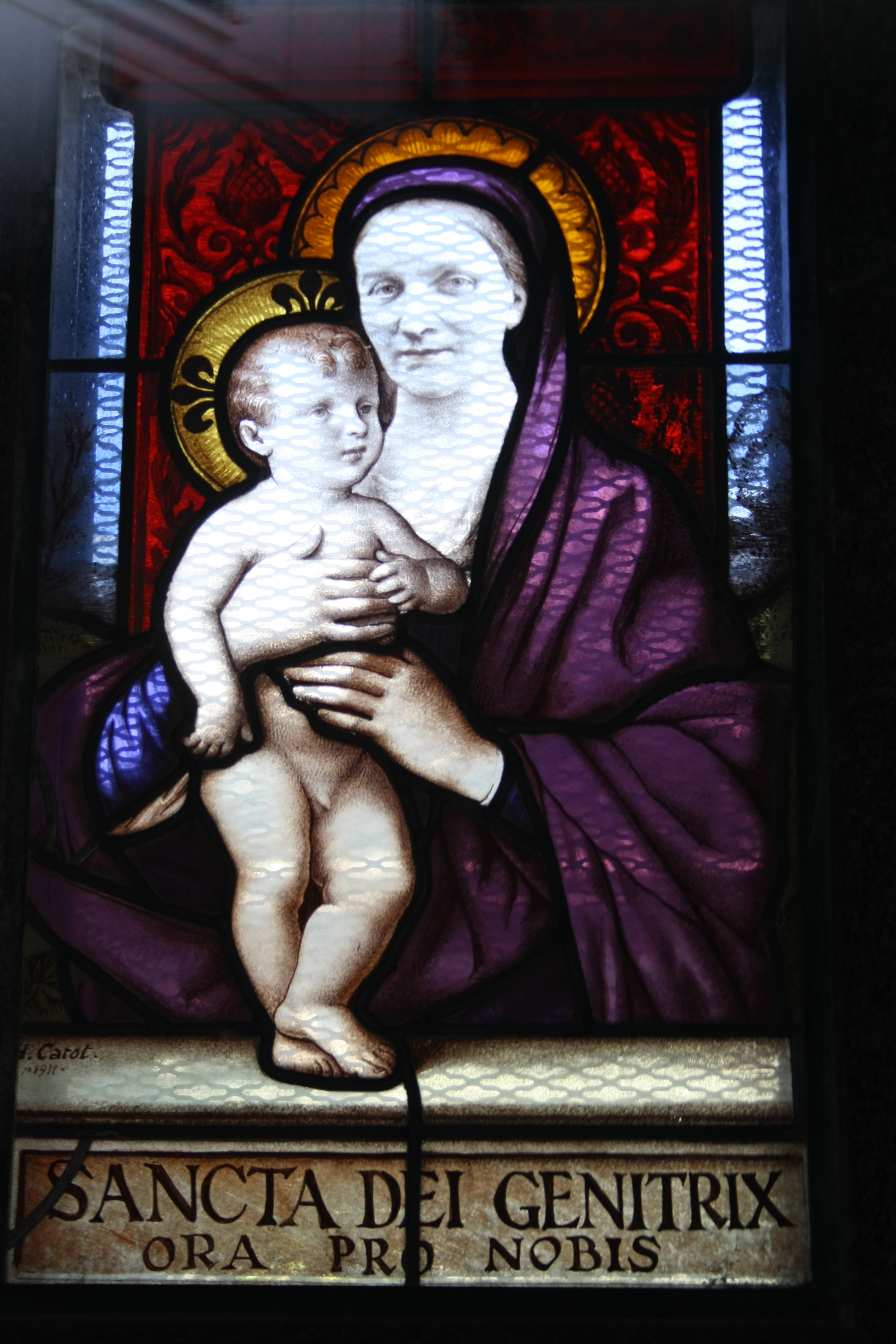
Fenster auf dem Cimetière de Passy in Paris mit der Signatur von Henri Carot (links unten)

Henri Alexandre Carot (* Oktober 1850; † 1919) war ein französischer Glasmaler, der hauptsächlich in der Region von Paris arbeitete.

## Ausbildung
Henri Carot wurde als elftes von dreizehn Kindern eines Zeichenlehrers geboren. Sein Vater, Jean Carot, war der Leiter einer städtischen Malschule in Paris. Henri Carot besuchte die École nationale supérieure des arts décoratifs de Paris und lernte dort bei dem Maler Aimé Millet die Technik der Lithographie. Der Maler Charles Lebayle wurde während dieser Zeit sein Freund und inspirierte ihn später zu Glasfenstern.
Nachdem Carot als Soldat im Deutsch-Französischen Krieg 1870/71 eingesetzt worden war, lernte er bei den bekannten Glasmalern Gaspard Gsell und Eugène Oudinet in Paris sein Handwerk, wo er von 1872 bis 1877 bei der Restaurierung der Glasfenster der Sainte-Chapelle in Vincennes beteiligt war.

## Selbständigkeit
Nachdem Carot von 1879 bis 1888 für andere Firmen Kartons zeichnete, wie z B. für die Werkstatt Latteux-Bazin in der Picardie, machte er sich mit einer Werkstatt in Paris selbständig, die sich von 1887 bis 1895 in der 41, Rue Denfert-Rochereau (im 14. Arrondissement von Paris) befand.
Zeitweise beschäftigte Henri Carot in seiner Werkstatt sieben Arbeiter. 1896 kaufte er ein kleines Haus in der 16, rue Boissonnade (heute Nr. 7, im 14. Arrondissement von Paris), wo er im Erdgeschoss seine Werkstatt mit Glasofen und darüber seine Wohnung einrichtete. Im Stadtviertel Montparnasse waren um 1900 die meisten Künstler mit ihren Ateliers ansässig und ebenso ein großer Teil der Glasmalerwerkstätten der Stadt.
Henri Carot gehörte nicht der von Claudius Lavergne 1877 gegründeten Corporation des artistes peintres verriers de France an, sondern war seit 1893 Mitglied in der Association des artistes peintres veriers de France, die vor allem unselbständige Glasmaler in ihren Reihen zählte. Bereits zuvor hatte er sich ehrenamtlich in der Berufsgenossenschaft der Glasmaler, der Société de prévoyance de la peinture sur verre, engagiert.

## Zusammenarbeit mit Noël Lavergne
In den Jahren von 1894 bis 1902 arbeitete Henri Carot intensiv mit der Firma Lavergne zusammen, die ihm als Subunternehmer Aufträge weitergab. Die Firma Lavergne hatte nicht nur eine eigene Werkstatt, sondern so viele Auftrage in ganz Frankreich, dass Henri Carot in dieser Zeit 71 Aufträge erhielt. Er fertigte Fenster in Kapellen und Kirche z. B. in Orville, Magny-le-Désert, Dijon, La Roche-en-Brenil, Magny-en-Vexin und Évian-les-Bains.

## Familie
Henri Carot war mit Caroline Triolet (1852–1936) verheiratet. Aus dieser Ehe stammen drei Kinder, von den zwei im frühen Alter starben. Die Tochter Jeanne (1876–1958) heiratete einen Schüler von Henri Carot, Charles Passet (1869–1903), der mit seinem Schwiegervater zusammenarbeitete. Da Charles Passet bereits vor Henri Carot bei einem Unfall starb, war kein Nachfolger mehr vorhanden. Nach dem Tod von Henri Carot, im Jahr 1919, wurde die Firma aufgelöst.

## Werkverzeichnis (Auswahl)
- 1882: Fenster Sainte Marguerite (nach Raffael) und Annonciation (dieses Fenster wurde zerstört) in der Kirche Sainte Marguerite in Paris
- 1892: Fenster Martyre de sainte Blandine in der Kirche Notre-Dame de Vierzon
- 1894: Fenster Sainte Philomène in der Kirche St-Gervais-St-Protais in Paris, Karton von Henry Lerolle
- 1896 bis 1898: drei Fenster in der Kirche von Rouessé-Vassé (Départment Sarthe)
- 1897: Fenster Le Printemps für die Prachttreppe im Rathaus von Le Perreux-sur-Marne
- 1898: Fenster Assomption et Vierge in der Kirche Notre-Dame-de-Consolation in Paris (8. Arrondissement), Karton von Albert Maignan, weitere 14 Fenster nach eigenen Vorlagen
- 1898 bis 1899: zwei Fenster Saint Bernard et saint Antoine de Padoue und Saint Charlemagne in der Kirche Notre-Dame de Chatou, nach Kartons von Charles Passet
- 1900 bis 1903: Fenster in der Kirche von Boffres, Kartons von Maurice Denis
- 1900 bis 1903: neun Fenster in der Kirche Sainte Marguerite in Vésinet, Kartons von Maurice Denis
- 1900 bis 1910: Fenster Saint Edouard in der Kapelle des Krankenhauses Bon-Secours in Paris
- 1901 bis 1903: vier Fenster in der Kirche Saint-Martin in Parcé-sur-Sarthe, Kartons von Albert Maignan
- 1902 bis 1903: Fenster in der Kirche Saint-Vigor-Saint-Étienne in Marly-le-Roi, Kartons von Émile Hirsch
- um 1902/03: zwölf Fenster in der Kirche von Holnon (Département Aisne), Kartons von Émile Hirsch
- 1905: zwei Fenster in der Kirche St-Germain in Dommerville, Ortsteil von Angerville
- 1908: Fenster Vie de la Vierge und L’histoire de Suresnes in der Kirche Coeur-Immaculé-de-Marie in Suresnes, Kartons von Henry Brémond

## Buchillustrationen
Erwähnenswert ist, dass Henri Carot auch Bücher illustrierte, wie z. B.:
- L’Alphabet de l’Enfant-Jesus (Èdition Mame, Tours)
- Livre d’Heures (Édition Alfred Mame et fils, Tours 1888)
- La très sainte Bible à l’usage de l’enfance, nouveau testament (Édition Mame, Tours 1890)
- Missel de la Très-Sainte-Vierge (Édition Sanchez, Paris 1891)
- En vacances – Comme Georges apprit le dessin (Édition Alfred Mame et fils, Tours 1892)
- Missel de Jeanne d’Arc (Édition Lelarge, Paris 1894).